# Nuit de Noël (Maupassant)
Nuit de Noël est une nouvelle de Guy de Maupassant, parue en 1882.

## Historique
Nuit de Noël est initialement publiée dans la revue Le Gaulois du 25 décembre 1882, puis dans le recueil Mademoiselle Fifi en 1883. 

## Résumé
Henri Templier raconte la mauvaise aventure qu’il lui est arrivée il y a deux ans lors du réveillon de Noël. 
Il avait choisi de rester chez lui et de travailler, mais les bruits de la fête chez les voisins et la pensée que tout le monde s’amuse le font changer d’avis. Il se fait préparer un bon repas et part dans la ville à la recherche d’une petite femme pour passer la soirée et la nuit. Il en cherche une grassouillette, la trouve et la ramène chez lui.
Ils dînent, la soirée se passe pour le mieux jusqu’au moment où la dame s’effondre en se tordant de douleur. Les voisins accourent et tous constatent que la dame va accoucher.
Une fille naît quelques heures plus tard, et sur ordre du docteur, la dame reste couchée six semaines dans son lit.  De plus, il doit maintenant payer à vie la pension du bébé et, pour couronner le tout, la mère est amoureuse de lui. Il a pourtant tôt fait de la chasser, car elle est devenue maigre.

## Éditions
- Nuit de Noël, Maupassant, contes et nouvelles, texte établi et annoté par Louis Forestier, Bibliothèque de la Pléiade, éditions Gallimard, 1974  (ISBN 978-2-07-010805-3).